# Emma Lewin
Emma Linnea Lewin Segelström, född Lewin Sundberg den 25 oktober 1985 i Gävle, är en svensk sångerska, låtskrivare och röstskådespelare/dubbare bosatt i Stockholm.

## Biografi
Emma Lewin växte upp i Gävle och började med teater, sång och dansstudier där under flera år. Hon var 2005–2008 en av tre sångerskor som utgjorde popsångtrion Caracola, som uppträtt i en mängd sammanhang i Sverige och utomlands – bland annat som förband i en TV-sänd konsert i Turkiet med en av dess största artister, Tarkan – och tävlade i Melodifestivalen 2008 med låten Smiling in Love. 2009 bytte gruppen namn till Sheelah och fortsatte med konsertturneer och skivutgivning med internationella listframgångar som The Last Time (på listtoppar i både England och Benelux-länderna) fram till 2011, då Lewin bestämde sig för att lämna gruppen för att satsa på en soloverksamhet i stället. Hon tecknade avtal med Syncope Music i Stockholm och Cardinal Agency i New York och började arbeta med låtskrivande tillsammans med Tony Nilsson och Henrik Jonsson för sitt första soloalbum; en första singel No Excuses (2011). 2012 deltog hon som soloartist i TV 4:s The Voice Sverige. Hon jobbar även som röstskådespelare med dubbning av animerade biofilmer och TV-serier, har varit verksam på TV 3 och hade en egen blogg för Gefle Dagblad under 2011.
Som röstskådespelare har hon gjort den svenska rösten till Flåbusa i Draktränaren, Margo i Dumma mej och Applejack i TV-serien My Little Pony: Vänskap är magisk.

## Filmografi i urval
| År          | Film/Serie                                           | Roll            |
| ----------- | ---------------------------------------------------- | --------------- |
| 2007        | En tomtesaga                                         | Ada             |
| 2008        | Tingeling                                            | Iridessa        |
| 2009        | Tingeling och den förlorade skatten                  | Iridessa        |
| 2010        | Starstruck                                           | Sara Olson      |
| 2010        | Barbie i en sjöjungfrusaga                           |                 |
| 2010        | Draktränaren                                         | Flåbusa Torsson |
| 2010        | Dumma mej                                            | Margo           |
| 2010        | Tingeling och älvornas hemlighet                     | Iridessa        |
| 2010–2019   | My Little Pony: Vänskap är magisk                    | Applejack       |
| 2011        | Barbie: En perfekt jul                               |                 |
| 2012–2018   | Drakryttarna                                         | Flåbusa Torsson |
| 2012        | Tingeling - Vingarnas hemlighet                      | Iridessa        |
| 2013        | My Little Pony: Equestria Girls                      | Applejack       |
| 2013        | Dumma mej 2                                          | Margo           |
| 2014        | Tingeling och piratfen                               | Iridessa        |
| 2014        | Draktränaren 2                                       | Flåbusa Torsson |
| 2014        | My Little Pony: Equestria Girls – Rainbow Rocks      | Applejack       |
| 2014        | Tingeling - Legenden om önskedjuret                  | Iridessa        |
| 2015        | My Little Pony: Equestria Girls – Firendship Games   | Applejack       |
| 2016        | My Little Pony: Equestria Girls – Legend of Everfree | Applejack       |
| 2017        | Dumma mej 3                                          | Margo           |
| 2017        | Barbie: Delfiner och magi                            |                 |
| 2017        | My Little Pony: The Movie                            | Applejack       |
| 2019        | Draktränaren 3                                       | Flåbusa Torsson |
| 2021        | My Little Pony: En ny generation                     | Applejack       |
| 2023 (2022) | Monster High: Filmen                                 | Cleo de Nile    |
| 2024        | Dumma mej 4                                          | Margo           |